# Mitomycin

Cấu trúc hóa học của mitomycin C

Các mitomycin là một họ các sản phẩm tự nhiên chứa aziridine được phân lập từ Streptomyces caespitosus hoặc Streptomyces lavendulae.  Chúng bao gồm mitomycin A, mitomycin B và mitomycin C. Khi tên mitomycin xảy ra một mình, nó thường đề cập đến mitomycin C, tên phi thương mại quốc tế của nó. Mitomycin C được sử dụng như một loại thuốc để điều trị các rối loạn khác nhau liên quan đến sự phát triển và lan rộng của các tế bào.

## Sinh tổng hợp
Nói chung, quá trình sinh tổng hợp của tất cả các mitomycin tiến hành thông qua sự kết hợp của axit 3-amino-5-hydroxybenzoic (AHBA), D-glucosamine và carbamoyl phosphate, để tạo thành lõi mitosane, sau đó là các bước điều chỉnh cụ thể. Chất trung gian quan trọng, AHBA, là tiền chất phổ biến của các loại thuốc chống ung thư khác, như rifamycin và ansamycin.
Cụ thể, quá trình sinh tổng hợp bắt đầu bằng việc bổ sung phosphoenolpyruvate (PEP) vào erythrose-4-phosphate (E4P) với một loại enzyme chưa được phát hiện, sau đó được ammon hóa để tạo ra axit 4-amino-3-deoxy-D-arabino phosphat (aminoDHAP). Tiếp theo, DHQ synthase xúc tác cho việc đóng vòng để tạo ra 4-amino3-dehydroquinate (aminoDHQ), sau đó trải qua quá trình oxy hóa kép thông qua aminoDHQ dehydratase để tạo ra 4-amino-dehydroshikimate (aminoDHS). Chất trung gian quan trọng, axit 3-amino-5-hydroxybenzoic (AHBA), được tạo ra thông qua quá trình aromat hóa bởi AHBA synthase.
Tổng hợp các axit trung gian quan trọng, 3-amino-5-hydroxy-benzoic.
Lõi mitosane được tổng hợp như thể hiện dưới đây thông qua ngưng tụ AHBA và D-glucosamine, mặc dù không có enzyme cụ thể nào được đặc trưng để điều hòa sự biến đổi này. Một khi sự ngưng tụ này đã xảy ra, lõi mitosane được điều chỉnh bởi nhiều loại enzyme. Cả trình tự và danh tính của các bước này vẫn chưa được xác định.
- Giảm hoàn toàn C-6-Có khả năng thông qua tetrahydromethanopterin (H4MPT) phụ thuộc F420 và H4MPT: Cotr methyltransferase
- Hydroxyl hóa C-5, C-7 (tiếp theo là truyền) và C-9a.-Có khả năng thông qua cytochrom P450 monooxygenase hoặc benzoate hydroxylase
- O-Methyl hóa ở C-9a-Có khả năng thông qua methyltransferase phụ thuộc SAM
- Sự oxy hóa ở C-5 và C8-Không rõ
- Amin nội phân tử để tạo thành aziridine-Không rõ
- Carbamoylation tại C-10-Carbamoyl transferword, với carbamoyl phosphate (C4P) có nguồn gốc từ L-citrulline hoặc L-arginine

## Tác dụng sinh học
Trong vi khuẩn Legionella pneumophila, mitomycin C tạo ra khả năng biến đổi. Biến đổi tự nhiên là một quá trình chuyển DNA giữa các tế bào và được coi là một dạng tương tác tình dục của vi khuẩn. Ở ruồi giấm Drosophila melanogaster, tiếp xúc với mitomycin C làm tăng tái tổ hợp trong quá trình phân bào, một giai đoạn quan trọng của chu kỳ tình dục. Trong cây Arabidopsis thaliana, các chủng đột biến bị khiếm khuyết gen cần thiết cho sự tái tổ hợp trong quá trình phân bào và giảm phân là quá mẫn cảm với việc tiêu diệt bởi mitomycin C.

## Sử dụng và nghiên cứu thuốc
Mitomycin C đã được chứng minh là có hoạt động chống lại các cơn đau giai đoạn đứng yên do Borrelia burgdorferi, một yếu tố gây ra bệnh lyme. Mitomycin C được sử dụng để điều trị các triệu chứng ung thư tuyến tụy và dạ dày, và đang được nghiên cứu lâm sàng về khả năng điều trị hẹp đường tiêu hóa, chữa lành vết thương từ phẫu thuật tăng nhãn áp, laser cắt bỏ giác mạc phẫu thuật  và phẫu thuật nội soi cắt túi mật.